# Đordano Peršurić
Đordano Peršurić (Poreč, 24. siječnja 1954. ―  10. travnja 2015.) bio je istaknuti hrvatski agronom i vinar. Dugogodišnji rukovoditelj i glavni osnivatelj Instituta za poljoprivredu i turizam Poreč.

## Život i znanstvena karijera
Seljački sin odrastao uz vinograde u Pršurićima u zaleđu Poreča, završio je 1972. godine srednju poljoprivrednu školu u Poreču. Nakon studija agronomije u Zagrebu, vraća se 1976. god. na rodnu Poreštinu i radi u vinogradarskoj proizvodnji u poduzeću "Agrolaguna". 
U travnju 1984. godine preuzima funkciju rukovoditelja "znanstvene jedinice u osnivanju", gdje se nastoji obnoviti znanstveni rad uz uglednu Poljoprivrednu školu koja u Poreču djeluje još od 1875. godine. Nakon 2 godine službeno započinje radom Poljoprivredni znanstveni centar, kojim i nadalje rukovodi Đ. Peršurić. Od 01. siječnja 1989. godine, ustanova nastavlja djelovati kao Institut za poljoprivredu i turizam; Peršurić tu nastavlja raditi do 12. prosinca 1996. godine kao pomoćnik direktora za znanstveni rad. Od 13. prosinca 1996. do 29. srpnja 2012. godine obnaša dužnost ravnatelja Instituta. 
Od osnutka 1989. pa do srpnja 2009. godine Đordano Peršurić je bio predsjednik Znanstvenog vijeća Instituta za poljoprivredu i turizam u Poreču. Od 1989. do 1991. godine bio je član, a od 1991. do 1993. godine potpredsjednik Skupštine Sveučilišta u Rijeci; od 1996. do 2000. godine bio je član Upravnog vijeća Sveučilišta u Rijeci.
Od 1984. godine vodi Poljoprivredno-savjetodavnu službu za Općinu Poreč, a od 1991. do 1995. godine koordinira radom Regionalne službe za Istru u okviru programa Hrvatske poljoprivredne službe.
Sa srpnjem 2012. godine prestaje rukovoditi Institutom za poljoprivredu i turizam Poreč, ali nastavlja sa znanstvenim i pedagoškim radom kod te ustanove.
Đordano Peršurić preminuo je 10. travnja 2015. godine, u 62. godini života.

## Znanstveni i pedagoški rad
Đordano Peršurić učestvuje u znanstvenom radu od 1984. godine, kao voditelja znanstvene teme "Integralna zaštita vinograda" u Institutu kojem je na čelu (do 1990.). Radi i kao istraživač na temi "Ampelografska istraživanja i selekcija sorata vinove loze", te upravlja stvaranjem banke gena vinove loze. Dugi niz godina nastavlja rad na znanstvenim projektima usmjerenima na unapređenje vinogradarstva i vinarstva u Istri, te na gospodarske aspekte poljoprivredne proizvodnje i održivog razvitka ruralnog prostora u Istri.
U okviru znanstvenih i tehnologijskih projekata koje je vodio osnovani su vinarski, genetički i pedološki laboratoriji, podignuti brojni pokusni nasadi vinove loze i opremljen vinski podrum u Institutu.
Sukreator je Programa i realizacije nastave Studija vinarstva u Poreču pri Veleučilištu u Rijeci, gdje je djelovao i kao profesor predmeta Vinogradarstvo od osnutka studija 2001. do svoje smrti 2015. godine (uz znanstveno zvanje znanstvenog savjetnika u području biotehničke znanosti, polje poljoprivreda).

## Uvođenje proizvodnje pjenušca u Istri
Na vinogradarsko - vinarskom gospodarstvu kojega je naslijedio od svoje obitelji, Đordano Peršurić je 1990.-ih godina ustrojio uspješnu proizvodnju pjenušca; to je za područje Istre bio pionirski poduhvat. Proizvodnja crnih i bijelih varijanti pjenušca "Misal" u Peršurićevoj vinariji koju je on specijalizirao za isključivu proizvodnju pjenušavih vina, dostigla je u zadnjim godinama njegovog života 40.000 boca. Vinariju je predao kćerkama Katarini i Ani, koje su obje završile studij agronomije i prije očeve smrti postale renomiranim hrvatskim vinaricama.

## Djela
Đordano Peršurić je tijekom života bio autorom preko 160 znanstvenih i stručnih radova, među kojima:
- "Istraživanje bioraznolikosti Malvazije Istarske bijele temeljem OIV parametara", Đordano Peršurić, David Gluhić i Anita Silvana Ilak Peršurić, Sjemenarstvo, Vol.23 No.3 Lipanj 2006.
- "Pregled istraživanja šest sorata vinove loze u Istri", Đordano Peršurić, David Gluhić i Anita Silvana Ilak Peršurić, Agronomski glasnik, Vol.71 No.4 Veljača 2010.
- "Yield Components, Vegetative Growth and Fruit Composition of ‘Istrian Malvasia’ (Vitis vinifera L.) as Affected by the Timing of Partial Defoliation", Đordano Peršurić i Marijan Bubola, Agriculturae Conspectus Scientificus (ACS), Vol.77 No.1 Ožujak 2012.
- "Utjecaj različitih postupaka maceracije na aromatski profil rosé i crnih vina hrvatske aromatične sorte grožđa Muškat ruža porečki (Vitis vinifera L.)", Sanja Radeka, Igor Lukić i Đordano Peršurić, Food Technology and Biotechnology, Vol.50 No.4 Prosinac 2012.
- "Utjecaj vremena maceracije na polifenolni sastav i antioksidacijsku aktivnost vina Teran (Vitis vinifera L.)", Đordano Peršurić, Tomislav Plavša, Nina Jurinjak, Domo Antunović, Đordano Peršurić i Karin Kovačević Ganić, Food Technology and Biotechnology, Vol.50 No.2 Lipanj 2012.
- "Utjecaj defolijacije na koncentraciju fenolnih i organskih kiselina u moštu te vinu Malvazije istarske", Đordano Peršurić, Tomislav Plavša, Nina Jurinjak, Domo Antunović, Đordano Peršurić i Karin Kovačević Ganić, Food Technology and Biotechnology, Vol.50 No.2 Lipanj 2012.
- "Influence of Blending on the Aroma of Malvasia Istriana Wine", Đordano Peršurić, Karin Kovačević GAnić, Mario Staver, Mara Banović i Draženka Komes,  Food Technology and Biotechnology, Vol.41 No.4 prosinac 2003.
- "Secondary Aroma Compounds in Fresh Grape Marc Distillates as a Result of Variety and Corresponding Production Technology", Igor Lukić, Borislav Miličević, Mara Banović, Srećko Tomas, Sanja Radeka i Đordano Peršurić, Food Technology and Biotechnology, Vol.49 No.2 lipanj 2011.